# Changhai Airport
Changhai Airport är en flygplats i Kina. Den ligger i provinsen Liaoning, i den nordöstra delen av landet, omkring 290 kilometer söder om provinshuvudstaden Shenyang. Den ligger på ön Dachangshan Dao.
Närmaste större samhälle är Dachang Shandao, 5,8 km väster om Changhai Airport. 
Genomsnittlig årsnederbörd är 962 millimeter. Den regnigaste månaden är juli, med i genomsnitt 324 mm nederbörd, och den torraste är mars, med 15 mm nederbörd.